# Omul negru (joc)

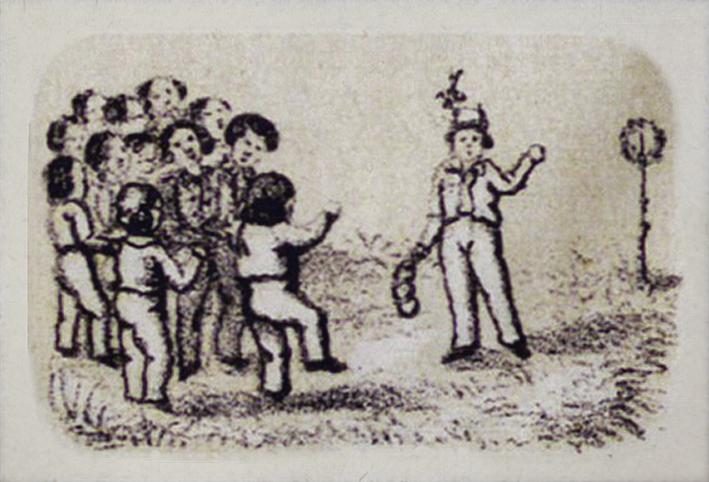
Ilustrație dintr-o carte elvețiană pentru copii din 1860.

Omul negru sau Cui îi este frică de omul negru? este un joc tradițional pentru copii germani. Jocul a fost descris pentru prima dată de Johann Christoph Friedrich GutsMuths în 1796..

## Instrucțiuni
Terenul de joc este împărțit în trei câmpuri: un câmp central mare și două câmpuri laterale. Jucătorii se aliniază în câmpurile laterale. Omul negru stă în câmpul A, grupul de jucători care trebuie prins se află în câmpul opus B.
Acum omul negru strigă tare și clar către ceilalți: „Cui îi este frică de omul negru?” – "Nimeni!", răspundeți celorlalți jucători și alergați spre omul negru pentru a ajunge la câmpul A. În acest fel, trebuie să încerce să-l evite cu pricepere pe omul negru. Între timp, omul negru părăsește câmpul A cu intenția de a ajunge la câmpul opus B și de a prinde unul sau mai mulți jucători care aleargă în fața lui. Captivii devin ajutoarele omului negru și trebuie să i se alăture în capturarea celorlalți jucători.
Omul negru și grupul de jucători au schimbat acum locurile. Jucătorii stau acum pe terenul unde se afla omul negru la început și invers. Omul negru strigă în repetate rânduri: „Ți-e frică de negru?”, la care jucătorii răspund: "Nu!". Următoarea rundă începe. Omul negru și ajutoarele sale pot forma un lanț ținându-se de mâini pentru a apuca jucătorii rămași.
Jocul continuă în acest mod până când toți participanții au fost capturați. Ultimul jucător rămas preia rolul omului negru în următorul joc.

## Interpretarea figurii omului negru
Jocul se bazează pe legenda omului negru. Omul negru este un demon sau o personificare a morții (Ciuma Neagră) și este cunoscut în special în Germania.